# (471152) 2010 FE49
(471152) 2010 FE49 est un transneptunien de magnitude absolue 6,5.
Son diamètre est estimé à environ 200 km.